# Qualification au Championnat d'Europe masculin de basket-ball 2013

Nation qualifiées pour l'EuroBasket 2013.

Pour participer au Championnat d'Europe de basket-ball 2013 qui a lieu en Slovénie du 4 au 22 septembre 2013, un tournoi de qualification est ouvert à 31 équipes  non encore qualifiées et se tient du 15 août 2012 au 11 septembre 2012.

## Équipes qualifiées
Huit équipes sont déjà qualifiées et ne participent donc pas à ces tournois.
Pays organisateur
- Slovénie

Qualifiés en tant que participants au tournoi olympique 2012
- Espagne,  France,  Grande-Bretagne,  Lituanie et  Russie

Qualifiés en tant que participants au tournoi pré-olympique 2012
- Grèce et  Macédoine.

## Tirage au sort
31 équipes sont réparties dans cinq chapeaux de six en fonction de leur classement FIBA. L'Islande est seule dans le dernier chapeau.
| Pot 1                                             | Pot 2                                                     | Pot 3                                               | Pot 4                                                           | Pot 5                                                    | Pot 6   |
| ------------------------------------------------- | --------------------------------------------------------- | --------------------------------------------------- | --------------------------------------------------------------- | -------------------------------------------------------- | ------- |
| Serbie Turquie Allemagne Finlande Géorgie Croatie | Ukraine Bulgarie Pologne Bosnie-Herzégovine Israël Italie | Monténégro Lettonie Belgique Portugal Hongrie Suède | République tchèque Estonie Pays-Bas Suisse Autriche Azerbaïdjan | Biélorussie Slovaquie Roumanie Albanie Luxembourg Chypre | Islande |

Le tirage au sort a lieu le 4 décembre 2011 à Freising en Allemagne. Les équipes sont réparties dans cinq groupes de 5 et un de 6.
|   | Groupe A   | Groupe B    | Groupe C | Groupe D           | Groupe E | Groupe F           |
| - | ---------- | ----------- | -------- | ------------------ | -------- | ------------------ |
| 1 | Serbie     | Allemagne   | Croatie  | Géorgie            | Finlande | Turquie            |
| 2 | Israël     | Bulgarie    | Ukraine  | Bosnie-Herzégovine | Pologne  | Italie             |
| 3 | Monténégro | Suède       | Hongrie  | Lettonie           | Belgique | Portugal           |
| 4 | Estonie    | Azerbaïdjan | Autriche | Pays-Bas           | Suisse   | République tchèque |
| 5 | Slovaquie  | Luxembourg  | Chypre   | Roumanie           | Albanie  | Biélorussie        |
| 6 | Islande    |             |          |                    |          |                    |

## Qualifications

### Groupe A
| Groupe A |            |     |    |   |     |     |      |     |
|          | Équipe     | Pts | G  | P | PP  | PC  | Diff | Dép |
| 1        | Monténégro | 20  | 10 | 0 | 814 | 697 | +117 |     |
| 2        | Israël     | 16  | 6  | 4 | 861 | 751 | +90  | +26 |
| 3        | Serbie     | 16  | 6  | 4 | 846 | 721 | +125 | +21 |
| 4        | Estonie    | 16  | 6  | 4 | 768 | 761 | +7   | −47 |
| 5        | Islande    | 11  | 1  | 9 | 743 | 920 | −177 | +4  |
| 6        | Slovaquie  | 11  | 1  | 9 | 704 | 886 | −182 | -4  |

### Groupe B
| Groupe B |             |     |   |   |     |     |      |     |
|          | Équipe      | Pts | G | P | PP  | PC  | Diff | Dép |
| 1        | Allemagne   | 16  | 8 | 0 | 695 | 547 | +148 |     |
| 2        | Suède       | 12  | 4 | 4 | 678 | 624 | +57  | +20 |
| 3        | Bulgarie    | 12  | 4 | 4 | 669 | 647 | +22  | -11 |
| 4        | Azerbaïdjan | 12  | 4 | 4 | 658 | 660 | -2   | −9  |
| 5        | Luxembourg  | 8   | 0 | 8 | 580 | 802 | −222 |     |

### Groupe C
| Groupe C |          |     |   |   |     |     |      |     |
|          | Équipe   | Pts | G | P | PP  | PC  | Diff | Dép |
| 1        | Croatie  | 16  | 8 | 0 | 685 | 539 | +146 |     |
| 2        | Ukraine  | 14  | 6 | 2 | 580 | 523 | +57  |     |
| 3        | Autriche | 11  | 3 | 5 | 601 | 589 | +12  | +10 |
| 4        | Hongrie  | 11  | 3 | 5 | 593 | 619 | -26  | −10 |
| 5        | Chypre   | 8   | 0 | 8 | 445 | 634 | −189 |     |

### Groupe D
| Groupe D |                    |     |   |   |     |     |      |     |
|          | Équipe             | Pts | G | P | PP  | PC  | Diff | Dép |
| 1        | Bosnie-Herzégovine | 14  | 6 | 2 | 736 | 672 | +64  | +3  |
| 2        | Géorgie            | 14  | 6 | 2 | 707 | 666 | +41  | -3  |
| 3        | Lettonie           | 13  | 5 | 3 | 655 | 584 | +71  |     |
| 4        | Pays-Bas           | 10  | 2 | 6 | 667 | 726 | -59  |     |
| 5        | Roumanie           | 9   | 1 | 7 | 569 | 686 | −189 |     |

### Groupe E
| Groupe E |          |     |   |   |     |     |      |     |
|          | Équipe   | Pts | G | P | PP  | PC  | Diff | Dép |
| 1        | Pologne  | 14  | 6 | 2 | 704 | 568 | +136 | +3  |
| 2        | Finlande | 14  | 6 | 2 | 717 | 572 | +145 | -3  |
| 3        | Belgique | 13  | 5 | 3 | 618 | 545 | +73  |     |
| 4        | Suisse   | 11  | 3 | 5 | 570 | 670 | -100 |     |
| 5        | Albanie  | 8   | 0 | 8 | 495 | 749 | −254 |     |

### Groupe F
| Groupe F |                    |     |   |   |     |     |      |     |
|          | Équipe             | Pts | G | P | PP  | PC  | Diff | Dép |
| 1        | Italie             | 16  | 8 | 0 | 638 | 496 | +142 |     |
| 2        | Turquie            | 13  | 5 | 3 | 617 | 568 | +49  | +5  |
| 3        | République tchèque | 13  | 5 | 3 | 565 | 551 | +14  | -5  |
| 4        | Biélorussie        | 10  | 2 | 6 | 553 | 626 | -73  |     |
| 5        | Portugal           | 8   | 0 | 8 | 523 | 655 | −132 |     |

### Classement des troisièmes de poules
Puisque seulement les quatre meilleurs troisièmes sont qualifiés, il faut établir un classement des six troisièmes des groupes. Le premier critère est le pourcentage victoires/défaites et ensuite le point average (rapport points marqués/points encaissés).
| Équipe             | J  | G | P | PP  | PC  | PCT    | dép   |
| ------------------ | -- | - | - | --- | --- | ------ | ----- |
| Belgique           | 8  | 5 | 3 | 618 | 545 | 62,5 % | 1.133 |
| Lettonie           | 8  | 5 | 3 | 655 | 584 | 62,5 % | 1.121 |
| République tchèque | 8  | 5 | 3 | 565 | 551 | 62,5 % | 1.025 |
| Serbie             | 10 | 6 | 4 | 846 | 721 | 60,0 % |       |
| Bulgarie           | 8  | 4 | 4 | 669 | 647 | 50,0 % |       |
| Autriche           | 8  | 3 | 5 | 601 | 589 | 35,5 % |       |